# Ясьонна (Зґерський повіт)
Ясьонна (пол. Jasionna) — село в Польщі, у гміні Ґловно Зґерського повіту Лодзинського воєводства.
Населення — 56 осіб (2011).
У 1975-1998 роках село належало до Лодзинського воєводства.

## Демографія
Демографічна структура станом на 31 березня 2011 року:
|          | Загалом | Допрацездатний вік | Працездатний вік | Постпрацездатний вік |
| -------- | ------- | ------------------ | ---------------- | -------------------- |
| Чоловіки | 28      | 6                  | 18               | 4                    |
| Жінки    | 28      | 5                  | 18               | 5                    |
| Разом    | 56      | 11                 | 36               | 9                    |